# Тадессе Вольде-Медхын
Тадессе Вольде-Медхын (англ. Tadesse Wolde-Medhin; род. 2 октября 1936, Дэбрэ-Бырхан, Амхара) — эфиопский легкоатлет, выступавший в беге на длинные дистанции и беге с препятствиями. Участник летних Олимпийских игр 1968 и 1972 годов.

## Биография
Тадессе Вольде-Медхын родился 2 октября 1936 года в эфиопском городе Дэбрэ-Бырхан.
В 1968 году вошёл в состав сборной Эфиопии на летних Олимпийских играх в Мехико. В беге на 3000 метров с препятствиями занял в полуфинале 7-е место, показав в полуфинале результат 9 минут 13,24 секунды и уступив 5,93 секунды попавшему в финал с 4-го места Виктору Кудинскому из СССР.
В 1972 году вошёл в состав сборной Эфиопии на летних Олимпийских играх в Мюнхене. В беге на 10 000 метров занял в полуфинале 9-е место с результатом 28.45,4 секунды и уступив 22,25 секунды попавшему в финал с 5-го места Йозефу Янскому из Чехословакии.

## Личные рекорды
- Бег на 10 000 метров — 28.39,4 (1972)[3]
- Бег на 3000 метров с препятствиями — 9.09,0 (1968)[3]